# Ottoline Morrell

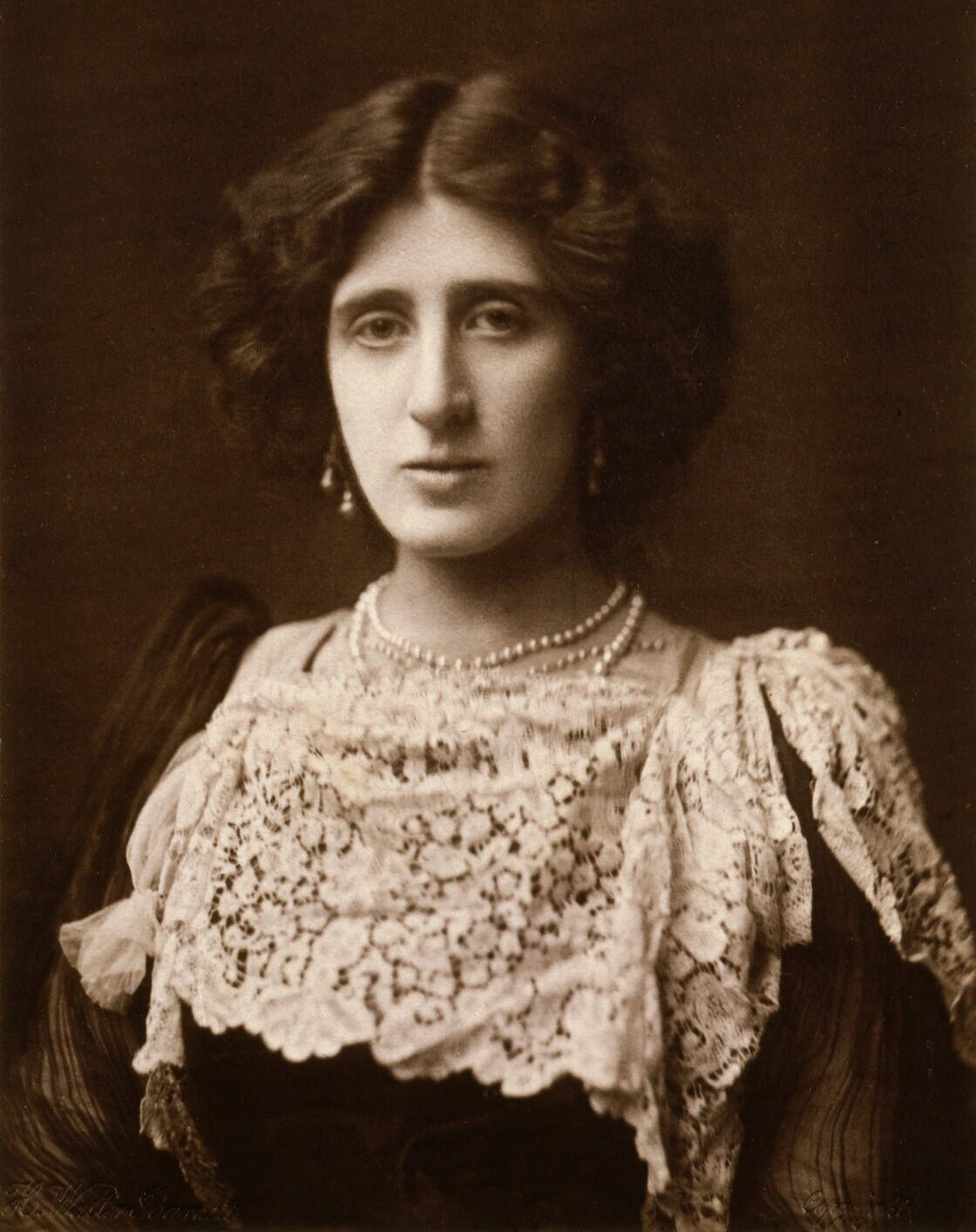
Lady Ottoline Morrell, 1902

Lady Ottoline Violet Anne Morrell (geborene Cavendish-Bentinck, * 16. Juni 1873 in Tunbridge Wells, Kent; † 21. April 1938 in London) war eine englische Aristokratin und Kunstmäzenin. Zu Bekanntheit brachte sie es vor allem durch ihre gesellschaftliche Rolle als Gastgeberin für einen Kreis von Schriftstellern und Künstlern um den Bloomsbury-Kreis sowie durch ihre Affären mit mehreren prominenten Zeitgenossen, darunter Bertrand Russell.

## Leben
Sie war die Tochter des britischen Generalleutnants Arthur Cavendish-Bentinck (1819–1877) aus dessen zweiter Ehe mit Augusta Browne, 1. Baroness Bolsover. Ihr Vater war ein Enkel des 3. Duke of Portland. Die spätere Queen Consort Lady Elizabeth Bowes-Lyon war ihre Nichte zweiten Grades. Nachdem ihr Halbbruder William Cavendish-Bentinck ihren Cousin William Cavendish-Scott-Bentinck, 5. Duke of Portland am 6. Dezember 1879 als Duke of Portland beerbt hatte, wurde am 23. Februar 1880 Ottoline der Gesellschaftsrang einer Tochter eines Dukes zugesprochen und damit das Recht auf das Höflichkeitsprädikat Lady.
Sie studierte am Somerville College der Universität Oxford. 1902 heiratete sie den liberalen Politiker Philip Morrell, mit dem sie Zwillinge hatte. Der Sohn Hugh starb schon in früher Kindheit, nur Tochter Julian Ottoline (1906–1989) überlebte. Mit ihrem Ehemann führte sie eine offene Beziehung, beide hatten über die Jahre in gegenseitigem Wissen verschiedene Geliebte.
Bertrand Russell, den sie kennenlernte, als dieser politisch mit ihrem Ehemann zusammenarbeitete, war von 1911 bis 1916 ihr Geliebter. Mit Russell verblieb sie bis an ihr Lebensende in enger Freundschaft, was durch zahlreiche erhaltene Briefe bezeugt wird.
Ottoline Morrell hatte später weitere Affären, unter anderem mit den Künstlern Augustus John, Roger Fry und Dora Carrington sowie mit der Schriftstellerin Dorothy Bussy. Polyamory und Bisexualität waren bei den Mitgliedern der Bloomsbury Group nicht unüblich.

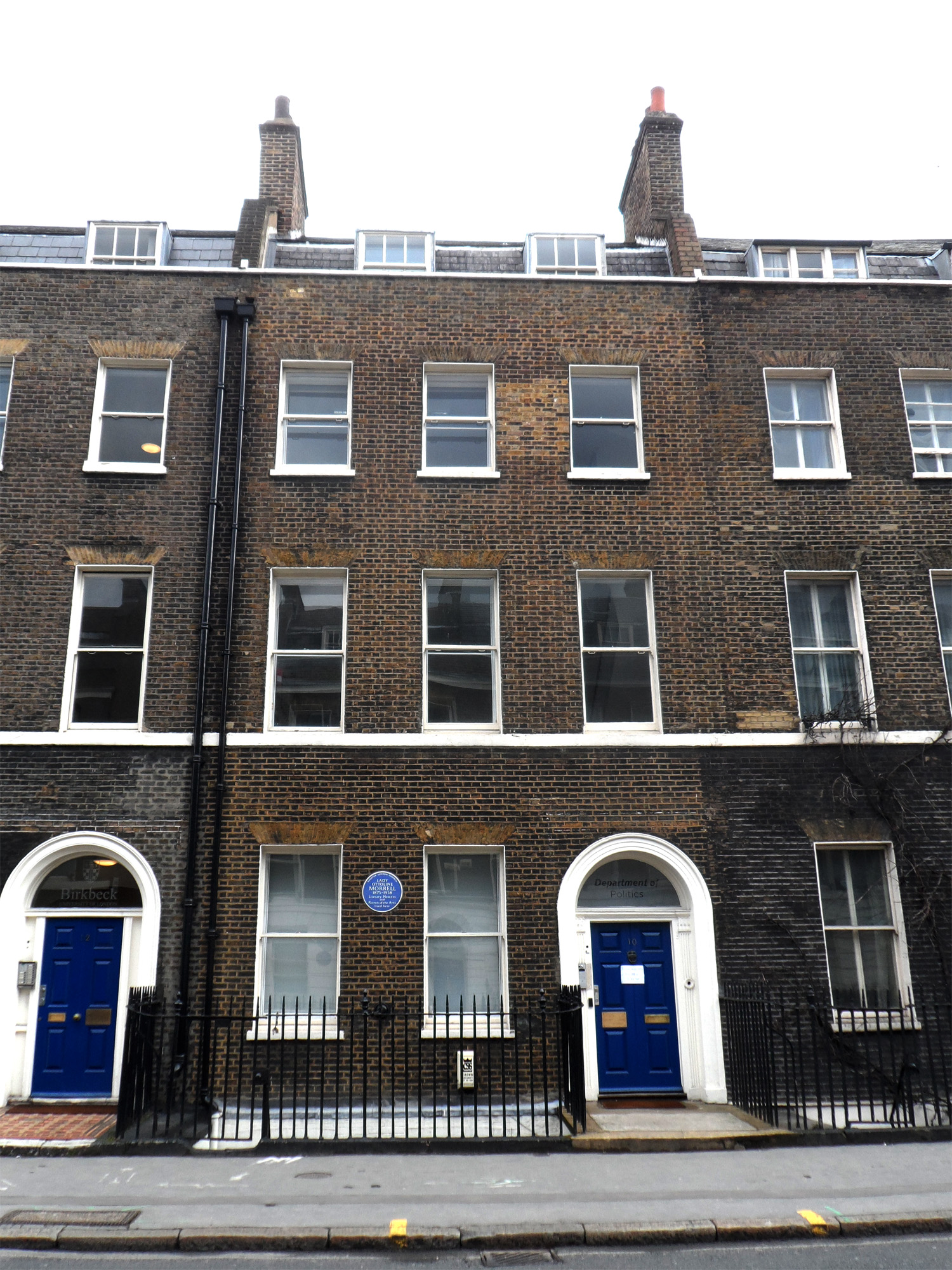
Morrells Haus in London, 10 Gower Street, Bloomsbury

Als Gastgeberin brachte Ottoline in ihrem Haus in London, das als Salon diente, viele prominente Personen der liberalen Künstler- und Schriftstellerszene zusammen, darunter D. H. Lawrence, T.S. Eliot, Henry Green, Leonard Woolf und Virginia Woolf sowie Stephen Spender. Im Jahr 1915 kaufte das Ehepaar Morrell Garsington Manor bei Oxford, in dem Ottoline die Mitglieder des Bloomsbury Kreises empfing. Viele ihrer Gäste unterstützte sie auch finanziell.
Ottoline Morrell wurde in mehreren literarischen Werken ihrer Freunde und Gäste karikiert. Durch sie inspiriert wurden die Figuren der Mrs. Bidlake in Point Counter Point von Aldous Huxley, der Hermione Roddice in Liebende Frauen (Women in Love) von D. H. Lawrence, der Lady Caroline Bury in It’s a Battlefield von Graham Greene und der Lady Sybilline Quarrell in Forty Years On von Alan Bennett. Manche Kritiker vermuten, dass auch die Figur Lady Chatterleys ihr nachempfunden ist.